# Kerstin Hasse
Kerstin Hasse (* 1990) ist eine Schweizer Journalistin. Sie war Mitglied der Chefredaktion des Medienunternehmens Tamedia. Sie war zwei Jahre Präsidentin des Vereins Medienfrauen Schweiz.

## Werdegang
Das journalistische Handwerk lernte die Bündnerin im Tagesjournalismus beim Bündner Tagblatt. Von 2013 bis 2015 war sie Ressortleiterin des Ressorts Chur. Danach schrieb sie für diverse Publikationen, darunter das Magazin, den Tages-Anzeiger und die Südostschweiz. Ausserdem arbeitete sie als freie Moderatorin für Podien und Panels.
Kerstin Hasse arbeitete von 2016 bis 2022 bei annabelle. Zunächst war sie als Volontärin im Reportage-Ressort tätig, ab 2017 als Online-Redaktorin. Im Sommer 2019 übernahm sie die Onlineleitung von annabelle.ch. Ab Oktober 2019 war sie stellvertretende Chefredaktorin der annabelle. Daneben arbeitet sie als freie Journalistin und Moderatorin, darunter für ihre eigene Talkreihe «Lobby-Gespräche» und ihren Podcast «Ciao for Now».
Im Frühling 2022 wurde Kerstin Hasse Chefredaktorin Digital bei Tamedia und damit Mitglied der Chefredaktion von Tamedia in der Deutschschweiz. Im März 2023 wurde sie als Mitglied der neuen Chefredaktion des «Tages-Anzeigers» ernannt. Im November 2024 verliess sie das Unternehmen.
Seit November 2023 war Kerstin Hasse Co-Host des Podcasts«Tages-Anzeigerin», der wöchentlich erscheint. Der Podcast stellt Frauen in den Mittelpunkt, die Schlagzeilen machen.

## Weitere Tätigkeiten
Kerstin Hasse war zwei Jahre Präsidentin des Vereins Medienfrauen Schweiz: Damit vernetzte und förderte sie Frauen in der Medienbranche und wollte erreichen, dass diverser über Frauen berichtet wird.